# Heinrich Hart

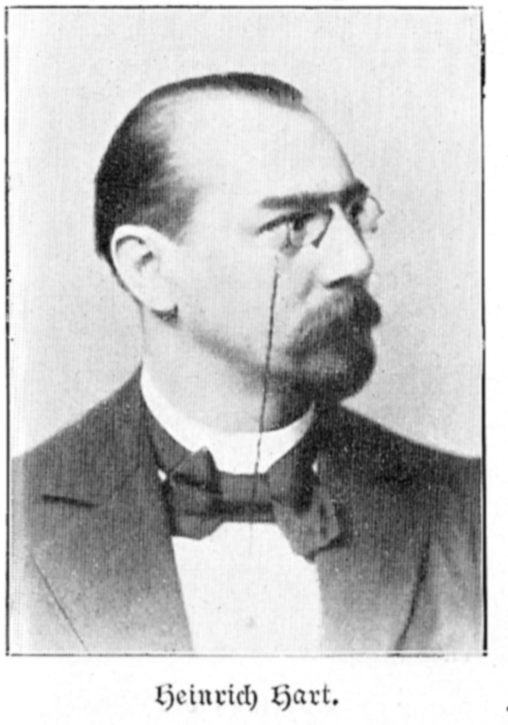
Heinrich Hart

Heinrich Hart (* 30. Dezember 1855 in Wesel; † 11. Juni 1906 in Tecklenburg) war ein deutscher Autor und naturalistischer Literatur- und Theaterkritiker.

## Leben
Gemeinsam mit seinem Bruder Julius besuchte Heinrich Hart das Gymnasium Paulinum in Münster, wo er 1874 das Abitur absolvierte. Schon hier begann seine publizistische Tätigkeit: Zusammen mit seinem Bruder gab er die Schülerzeitschrift „Herz und Geist“ heraus. 1877 folgte die erste literarische Zeitschrift der Brüder, „Deutsche Dichtung“, in der die ersten Texte von Peter Hille gedruckt wurden. Die Zeitschrift brachte es jedoch nur auf drei Hefte. Ebenfalls 1877 ging Heinrich Hart gemeinsam mit seinem Bruder nach Berlin, wo er sich der naturalistischen Bewegung anschloss und in Künstler- und Bohemekreisen verkehrte. Hier war er vornehmlich als Kritiker und Herausgeber tätig. Gemeinsam mit seinem Bruder gab er die Kritischen Waffengänge heraus, die von großer Bedeutung für den Naturalismus in Deutschland sind. Von 1883 bis 1885 war Heinrich Hart Korrespondent der Breslauer Zeitung, für die er die „Berliner Sonntagsbriefe“ schrieb.
Die von Wilhelm Arent herausgegebene Anthologie „Moderne Dichter-Charaktere“ (1884/85) verhalf dem Frühnaturalismus zum Durchbruch. Auch die Brüder Heinrich und Julius Hart veröffentlichten in diesem Band eine Reihe von Gedichten. Spätere publizistische Versuche mit den „Berliner Monatsheften für Literatur, Kritik und Theater|Berliner Monatsheften für Literatur, Kritik und Theater“ (1885) und dem „Kritischen Jahrbuch“ (1889/90) blieben jedoch relativ erfolglos. 1889 war Heinrich Hart Gründungsmitglied der Freien Bühne. Später gehörte er zum Friedrichshagener Dichterkreis. Nach einem Zerwürfnis mit dem Kreis gründete er zusammen mit seinem Bruder und anderen Mitgliedern des Dichterkreises 1902 die Neue Gemeinschaft. Er war ferner einer der Gründer der Deutschen Gartenstadt-Gesellschaft, deren Vorsitz er von 1902 bis zu seinem Tod 1906 innehatte.
Neben seiner publizistischen Tätigkeit war Heinrich Hart auch literarisch produktiv. Im Jahr 1872 erschien sein erster Gedichtband „Weltpfingsten, Gedichte eines Idealisten“; von seinem Hauptwerk, dem auf 24 Bände angelegten Versepos „Das Lied der Menschheit“, konnte er lediglich die ersten drei Bände vollenden. Darüber hinaus veröffentlichte er zu Lebzeiten die Tragödie „Sedan“ und einen Band mit novellistischen Skizzen.
Er starb am 11. Juni 1906 in Tecklenburg im Alter von 50 Jahren und wurde dort auf dem evangelischen Friedhof beigesetzt. Sein erhaltenes Grab wird heute vom Geschichts- und Heimatverein der Stadt gepflegt.

## Werke
- Neue Welt, 1878 (aus: Deutsche Monatsblätter)
- Weltpfingsten. Gedichte eines Idealisten, Bremen: Kühtmann 1879
- Das Lied der Menschheit. Ein Epos in 24 Erzählungen, Großenhain u. a.: Baumert u. Ronge 1888
- Vom höchsten Wissen. Vom Leben im Licht. Ein vorläufig Wort an die Wenigen und an Alle. (Zusammen mit Julius Hart), Leipzig: Diederichs 1900
- Kritische Waffengänge. Von Heinrich und Julius Hart. Mit einer Einführung von Mark Boulby. New York: Johnson Reprint 1969. Nachdruck der Ausgabe in sechs Heften 1882–1884 – daraus: Ein Lyriker à la mode, 1882; Graf Schack als Dichter, 1883
- Peter Hille, Berlin u. a.: Schuster u. Loeffler 1904
- Mongolenhorden im Zoologischen Garten. Berliner Briefe. Herausgegeben von Lars-Broder Keil. Berlin: Aufbau Taschenbuch-Verlag 2005. (Aufbau-Taschenbücher 2084) ISBN 3-7466-2084-8
- An das 20. Jahrhundert (online (Memento vom 27. Oktober 2009 auf WebCite))
- Heinrich-und-Julius-Hart-Lesebuch. Zusammengestellt und mit einem Nachwort von Gertrude Cepl-Kaufmann. Köln 2005 [= Nylands Kleine Westfälische Bibliothek 10] ISBN 3-936235-11-2.